# Juan de la Cruz Puc
Juan de la Cruz Puc (ca. 1820 - ca. 1890) fue un dirigente social y guerrero maya del oriente de la península de Yucatán, hoy estado de Quintana Roo, México, que combatió activamente durante la denominada Guerra de Castas del lado de los indígenas sublevados. Fue, además de caudillo, intérprete y ventrílocuo  del símbolo supremo de la sublevación: la Cruz Parlante, en torno a la cual los mayas rebeldes se congregaron a fin de dar fortaleza y conducción a su movimiento traspuesta la primera etapa (1852) del conflicto bélico que se desarrolló en dicha región de México a lo largo de más de medio siglo, desde 1847 hasta 1901, año en que finalmente los rebeldes fueron sometidos por el ejército federal mexicano.

## Datos históricos
Dice la enciclopedia Yucatán en el Tiempo que con la muerte en 1852 de José María Barrera quien fue el intérprete original de la Cruz Parlante, se eligió entre los mayas sublevados a un sucesor digno de la confianza de todos y que según varios informes, este fue Juan de la Cruz Puc, quien ya ejercía influencia por su capacidad para leer y escribir y porque había hecho circular un buen número de cartas firmadas en donde usó alias divinos como Creador de Cristianos o Hijo de Dios. La presencia de Juan de la Cruz se registra en la historia de la Guerra de Castas, aun dos años después del asesinato en 1885 de José Crescencio Poot, máxima autoridad de los Cruzoob de Chan Santa Cruz. Nelson Reed, historiador de esa guerra, da cuenta de esta versión, diciendo que en un sermón Juan de la Cruz optó (cual corresponde a un jefe) por la continuación de la guerra.
Serapio Baqueiro Preve, historiador, menciona también que Juan de la Cruz Puc sustituyó en sus funciones al ventrílocuo e intérprete de la Cruz Parlante, Manuel Nahuat (o Náhuatl), muerto en combate el 23 de marzo de 1852 luego de la toma de Chan Santa Cruz por parte del coronel Juan María Novelo (1812 - 1861), comandante entonces de las tropas gobiernistas. Fue entonces cuando el jefe espiritual de los sublevados José María Barrera, debió reorganizar a los indígenas mayas en torno a la Cruz Parlante, sustituyendo para ello a Nahuat, por Puc.Otra leyenda basada en relatos orales y el libro sagrado maya A'almaj T'aan. Dice que Ki'ichkelem Yuum Juan de la Cruz es el mensajero de Dios que descendió del cielo para entregar los mensajes de Yuum K'uj a los mayas Macehual. Se manifestó en forma de cruz por la gracia de Dios.En la cosmología maya Juan de la Cruz es el intermediario entre Dios y los mayas. Otros nombres son Ki'ichkelem Yuum Juan de la Cruz Tata Tres Personas, Juan de la Cruz Balam tun o Juan de la Cruz Puc.
Independientemente de cuál versión sea la correcta históricamente, Juan de la Cruz Puc que había nacido en la misma región oriental que ocupaban los sublevados, era un profundo conocedor de la zona y de su intrincada red de caminos selváticos. Eso, en adición a sus otros atributos, particularmente los de carácter místico, lo hicieron legítimo heredero al cargo de jefe ideológico y guía de los mayas sublevados.

### La palabra del Dios cristiano entre los mayas
"Una de las primeras series proféticas dadas por la Santísima fue la Proclama de Juan de la Cruz, conocida entre los macehuales como Santo Almaht’an (Los Santos Mandamientos), acaso el único documento que se conserva de tales proclamas y que es tenido como libro sagrado en las comunidades adscritas al cacicazgo de Xcacal Guardia. Fue escrito en 1850, cuando después de la aparición de la Cruz Parlante, los mayas rebeldes se encontraban en proceso de reorganización del movimiento armado; es por eso que el texto está escrito con un espíritu beligerante, que busca crear conciencia de la necesidad de continuar con la guerra en la cual Dios ya está tomando parte con los macehuales. De ahí que una de las ideas centrales que puede apreciarse en el manuscrito es que los mayas de Quintana Roo forman parte del pueblo escogido por Dios en su lucha contra los blancos. El libro sagrado –dirigido a In hach llamail cristiano cahe’ex (mis muy amados cristianos de los pueblos) y que utiliza en su redacción diferentes imágenes bíblicas, propias de la tradición cristiana- fue redactado por Juan de la Cruz Puc, que fungía como intérprete de la Cruz Parlante, y quien en el texto se identifica con Jesucristo, llegando a ser aceptado por la comunidad (en tal identificación), al transcurrir de los años, como un Cristo indígena. Juan de la Cruz, dentro de la concepción religiosa de los macehuales, era intermediario de Dios y los hombres, podía entrar a la Gloria y hablar directamente con Dios. Asimismo, enviaba cartas donde expresaba cual era la voluntad divina a él revelada y las firmaba con tres cruces pequeñas, simbolizando a la Santísima Trinidad, el dogma católico que afirma la existencia de una sola divinidad con tres personas distintas. Su condición de perseguido por el ejército yucateco lo convirtió en mártir y, a semejanza de Jesucristo, murió a manos de sus enemigos. Hay pocos datos concretos sobre la vida de este personaje y muchos de ellos se han mitificado, por lo que es difícil discernir en los relatos, dónde termina la verdad y dónde comienza la ficción. Lo interesante, entonces, no resulta saber con exactitud los datos reales del personaje, sino observar la construcción social que se ha hecho del mismo. Juan de la Cruz no es un ser poderoso porque tal vez sea su naturaleza, sino porque la comunidad lo inviste de poder divino y acepta su semejanza con Jesucristo. De esta forma, da cuerpo a las representaciones colectivas, donde lo fundamental no es la persona sino lo que representa."